# XLIFF
XLIFF (XML Localization Interchange File Format) はソフトウェアや文書の国際化、翻訳のために開発された XMLベースのファイル形式である。XLIFF は2002年に OASIS において制定された。現在のバージョンは2017年2月13日制定の 2.1 である。企業などの組織内における翻訳作業を想定し、その支援となるよう各種の要素や属性が制定されている。
XLIFF はまた、XML の Open Architecture for XML Authoring and Localization (OAXAL, en) のリファレンス・アーキテクチャの一つでもある。